# Vörtstyrka
Vörtstyrka är ett mått på hur mycket socker som finns löst i vörten innan jäsning.
Vörtstyrkan kan t.ex. mätas i °Plato, platoskalan mäter andelen lösta ämnen (t.ex. sockerarter) i viktprocent i vörten. Vörtstyrkan talar om densiteten på vörten och hur mycket lösta ämnen som finns i den. Det är inte bara förjäsbara sockerarter som bidrar till densitetsökningen, även längre kedjor med kolhydrater gör det. Beroende på mäskningen kan en större eller mindre andel av de lösta kolhydraterna vara förjäsbara. Vörtstyrkan visar därför inte tydligt hur mycket alkohol som kommer att finnas i det färdiga ölet.